# Valentin Zafra
Pas d'image ? Cliquez ici

a Compétitions nationales et continentales officielles uniquement.

Valentin Zafra, né le 14 juin 2000, est un joueur français de rugby à XIII évoluant au poste d'e talonneur. Formé à Saint-Estève, il intègre ensuite l'académie des Dragons Catalans et évolue en réserve à St-Estève XIII Catalan avec lequel il dispute la finale de la  Coupe de France en 2019.

## Biographie
Il est issu d'une famille pratiquant le rugby à XIII. Valentin Zafra a débuté à l'âge de six ans le rugby.

## Palmarès
- Collectif :
  - Vainqueur du Championnat de France : 2019 (Saint-Estève XIII Catalan).
  - Finaliste de la Coupe de France : 2019 (Saint-Estève XIII Catalan).
    - Équipe de France U17 et U19

### En club
| Saison    | Club                      | Compétition           | Matchs | Points | Essais | Goals | Drops |
| --------- | ------------------------- | --------------------- | ------ | ------ | ------ | ----- | ----- |
| 2018-2019 | Saint-Estève XIII Catalan | Championnat de France | 13     | 12     | 3      | -     | -     |
| 2019-2020 | Saint-Estève XIII Catalan | Championnat de France | 10     | 12     | 3      | -     | -     |
| 2020-2021 | Saint-Estève XIII Catalan | Championnat de France | 6      | 4      | 1      | -     | -     |